# Znamení o změně směru jízdy

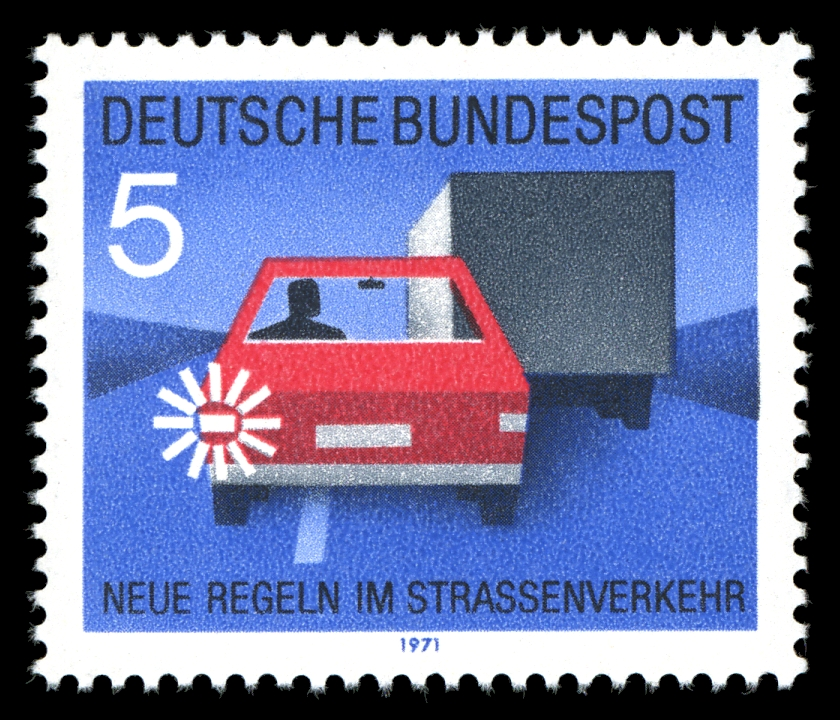
Předjíždění na německé poštovní známce z roku 1971, vydané v rámci série k novým pravidlům silničního provozu

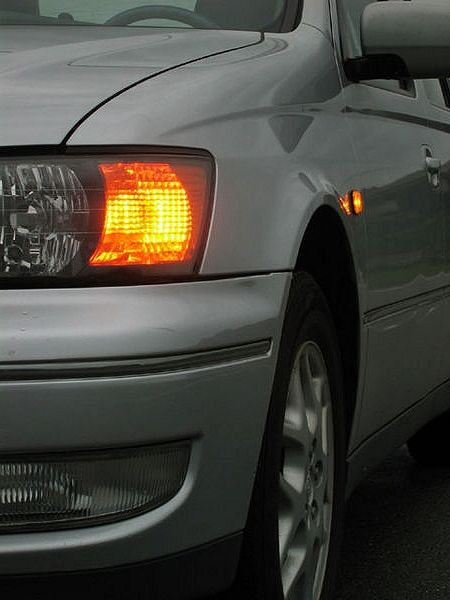
Znamení o změně směru jízdy dávané směrovými světly

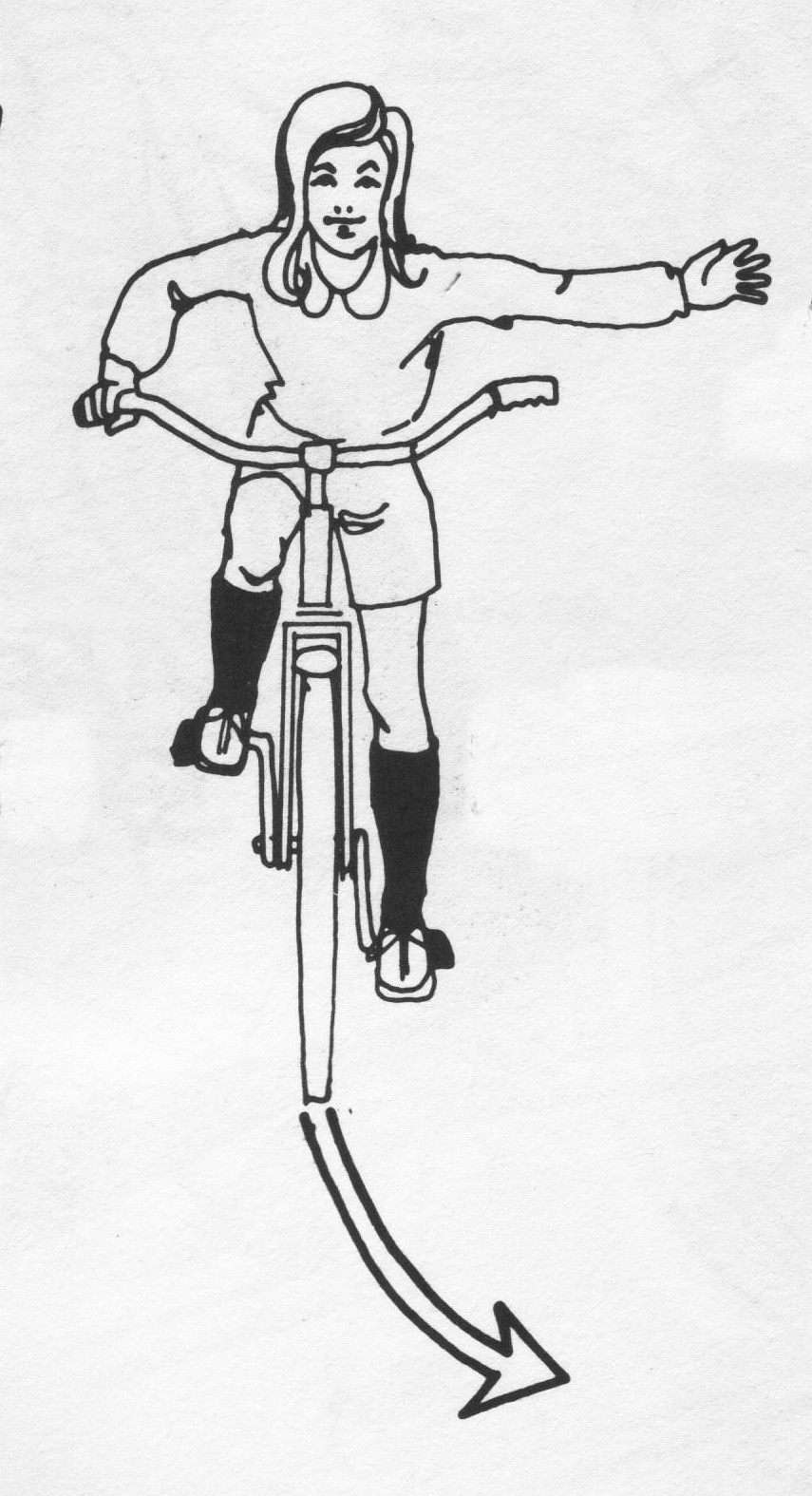
Znamení o změně směru jízdy dávané upažením

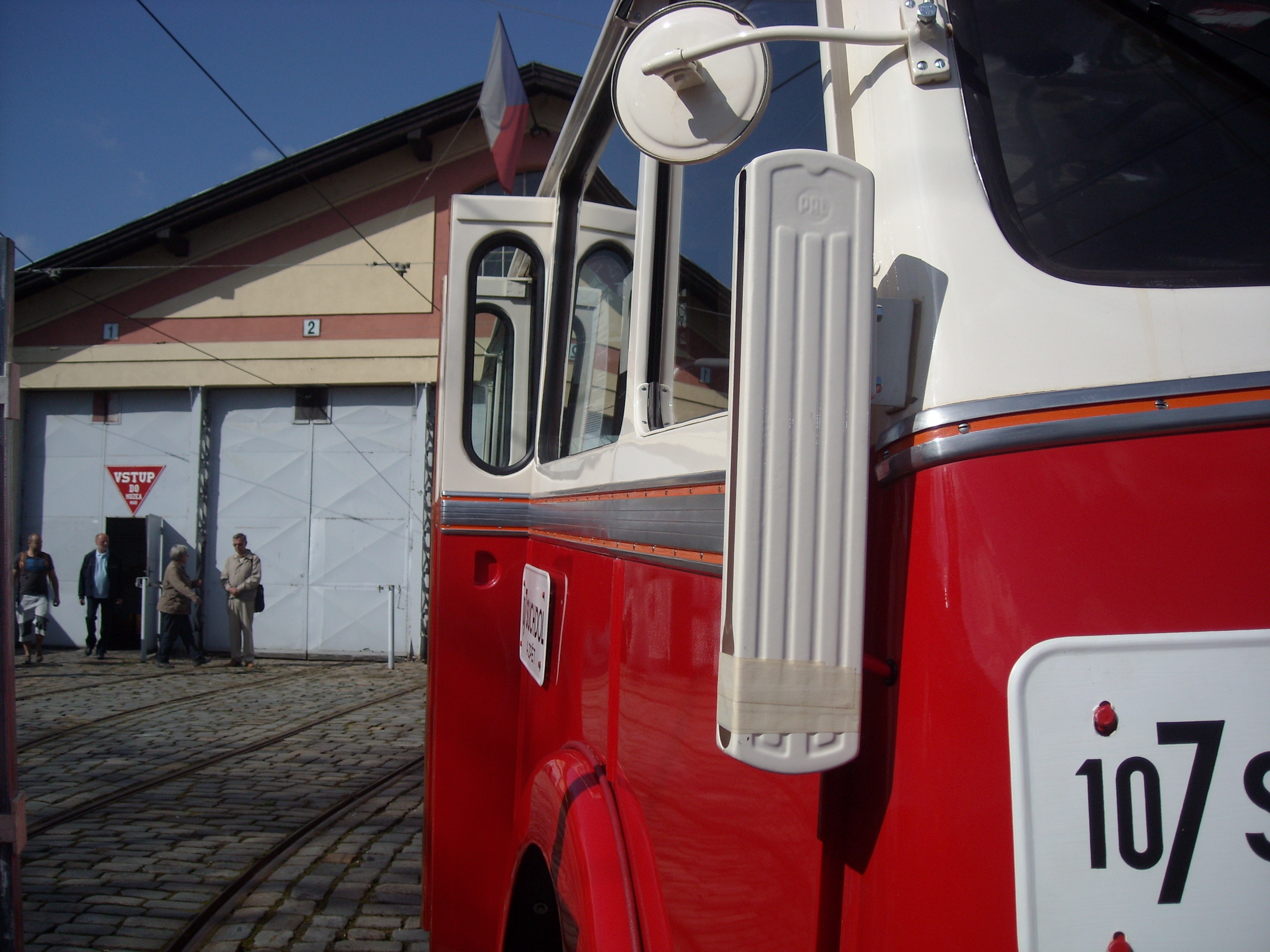
Mechanický ukazatel směru jízdy na autobusu Škoda 706 RO

Znamení o změně směru jízdy je v silničním provozu signál, který je povinen dávat řidič, popřípadě jiný účastník provozu při odbočování a v některých dalších případech změny směru jízdy.   

## Česká právní úprava
V českém zákoně č. 361/2000 Sb., o provozu na pozemních komunikacích, se znamením o změně směru jízdy zabývá zejména § 30, na nějž odkazují i některé další paragrafy.  

### Povinné subjekty
Znamení o změně směru jízdy dává zejména řidič (motorového nebo nemotorového vozidla nebo tramvaje), popřípadě jezdec na zvířeti (který je podle zákona ovšem zároveň i řidičem) a průvodce vedených nebo hnaných zvířat (§ 60) a organizovaný útvar chodců (§ 56).  
Od povinnosti dávat znamení o změně směru jízdy je na základě § 42 osvobozen řidič vozidla vybaveného zvláštním výstražným světlem oranžové barvy, jestliže to vyžaduje pracovní činnost tohoto vozidla, řidič je však povinen dbát zvýšené opatrnosti, aby neohrozil bezpečnost provozu na pozemních komunikacích.  Řidič vozidla, který užívá zvláštního výstražného světla modré barvy, od této povinnosti osvobozen není. 
V ustanovení, které popisuje tři způsoby, jimiž lze znamení dávat, je uvedeno, že „jinak“ (tedy zřejmě v případech, kdy žádný z těchto tří způsobů nelze použít) smí řidič provést zamýšlený jízdní úkon jen tehdy a takovým způsobem, aby nebyli ohroženi ani omezeni ostatní účastníci provozu na pozemních komunikacích.
Povinnost dávat znamení o změně směru jízdy není uložena chodcům (pokud nejdou v organizovaném útvaru) a dalším účastníkům provozu v postavení chodce (osobám vedoucím psa, osobám vedoucím jízdní kolo, dětský kočárek nebo ruční vozík do šířky 600 mm, osobám na lyžích, kolečkových bruslích nebo obdobném sportovním zařízení) a osobám užívajícím osobní přepravník.

### Situace
Povinnost dávat znamení o změně směru jízdy je výslovně stanovena pro tyto případy: 
- při odbočování na křižovatce nebo na místo ležící mimo pozemní komunikaci; pokud řidič musí s ohledem na rozměry vozidla nebo nákladu při odbočování vpravo vybočit ze směru své jízdy vlevo, dává vždy jen znamení o změně směru jízdy vpravo (§ 21); ustanovení o odbočování platí i pro otáčení (§ 24);
- při přejíždění z jednoho jízdního pruhu do druhého (§ 12 odst. 5) a při přejíždění z vyhrazeného jízdního pruhu do přilehlého jízdního pruhu (§ 14 odst. 2);
- při objíždění vozidla, jež zastavilo nebo stojí, nebo při objíždění překážky provozu na pozemních komunikacích anebo chodce, pokud přitom řidič vybočuje ze směru své jízdy (§ 16);
- při předjíždění, pokud přitom řidič vybočuje ze směru své jízdy nebo pokud předjíždí cyklistu, a při zařazování před vozidlo, které řidič předjel (§ 17);
- zajíždí-li řidič za účelem zastavení nebo stání k okraji pozemní komunikace nebo k chodníku (§ 25 odst. 5);
- vyjíždí-li od okraje pozemní komunikace nebo od chodníku řidič vozidla, které tam zastavilo nebo stálo (§ 25 odst. 6);

Znamení o změně směru jízdy se podle § 30 zákona dává také 
- vždy při změně směru jízdy (obvyklý výklad však je, že zatáčka na komunikaci se za změnu směru jízdy nepovažuje, nachází-li se mimo křižovatku),
- při vybočování ze směru jízdy, nebo
- jestliže to vyžaduje bezpečnost provozu na pozemních komunikacích.

Při vjíždění na kruhový objezd a jízdě po kruhovém objezdu, nepřejíždí-li z jednoho jízdního pruhu do druhého, řidič nedává znamení o změně směru jízdy; při vyjíždění z kruhového objezdu řidič je povinen dát znamení o změně směru jízdy (§ 30 odst. 5).
Pro vjíždění na pozemní komunikaci z místa ležícího mimo pozemní komunikaci (§ 23) není povinnost dávat znamení o změně směru jízdy stanovena – je však pro některé případy stanovena povinnost zajistit bezpečné vjetí na pozemní komunikaci pomocí způsobilé a náležitě poučené osoby. 
Znamení o změně směru jízdy musí řidič dávat včas před započetím jízdního úkonu s ohledem na okolnosti provozu na pozemních komunikacích, zejména na řidiče jedoucí za ním a na povahu jízdního úkonu. Znamení o změně směru jízdy dávané směrovými světly ponechá řidič jen do doby ukončení změny směru jízdy, vybočení z něho, nebo pokud vozidlo nezaujme místo v jízdním pruhu, do kterého přejíždí. Znamení o změně směru jízdy paží se dává jen před započetím jízdního úkonu.

### Důsledky
Řidič nesmí předjíždět, dává-li řidič vpředu jedoucího vozidla znamení o změně směru jízdy vlevo a není-li možné předjetí vpravo nebo předjetí v dalším volném jízdním pruhu vyznačeném na vozovce v tomtéž směru jízdy (§  17 odst. 5 písm. e). 
Odbočuje-li vozidlo vpravo a dává-li znamení o změně směru jízdy, nesmí cyklista jedoucí stejným směrem předjíždět nebo objíždět stojící nebo pomalu se pohybující vozidla z pravé strany po pravém okraji vozovky nebo krajnici, ani když je vpravo od vozidel dostatek místa (§ 57 odst. 4). 
Tramvaj, která při odbočování nebo jiné změně směru jízdy křižuje směr jízdy vozidla jedoucího po její pravé nebo levé straně a dává znamení o změně směru jízdy, má přednost v jízdě (§ 21 odst. 7).
V ostatních případech, kdy má řidič povinnost dávat znamení o změně směru jízdy, nejsou povinnosti ostatních účastníků provozu vůči němu splněním této povinnosti výslovně podmíněny. 

### Způsoby
V počátcích silničního provozu se znamení o změně směru jízdy dávalo především gesty, později začala být některá vozidla vybavována nejprve mechanickými (vyklápěcími) ukazateli směru, později mechanicko-světelnými nebo světelnými. Vybavení motorových vozidel ukazateli směru je v českých zemích povinné od roku 1939, tato povinnost platí i pro přípojná vozidla motorových vozidel, zatímco jízdní kola, ruční vozíky a potahová vozidla se zpravidla ukazateli směru nevybavují. 
V současné době je základním způsobem znamení dávané směrovými světly, zpravidla blikajícími oranžovými svítilnami umístěnými vpředu i vzadu na pravé i levé straně vozidla tak, aby byly viditelné i z boku. 
Není-li vozidlo směrovými světly vybaveno nebo při jejich poruše se dává znamení upažením. Paží ohnutou v lokti nahoru se dává znamení o změně směru jízdy na opačnou stranu. 
Vyžadují-li to okolnosti, zejména není-li znamení dávané směrovými světly nebo paží dostatečně viditelné například pro šířku nákladu nebo za snížené viditelnosti, musí se dávat znamení jiným zřetelným způsobem, například způsobilou a náležitě poučenou osobou.